# أنطونيو كاسادو
أنطونيو كاسادو (بالإسبانية: Antonio Casado Ruiz)‏ هو لاعب كرة قدم إسباني، ولد في 20 مارس 1961 في ولبة في إسبانيا. لعب مع إيسيخا بالومبيي وريال بيتيس وريكرياتيفو.

## وصلات خارجية
- أنطونيو كاسادو على موقع قاعدة بيانات كرة القدم.إي يو (الإنجليزية)